# Clayton Cosgrove
Clayton James Cosgrove, né le 31 octobre 1969, est un homme politique membre du parti travailliste néo-zélandais. Il a été membre du parlement de Nouvelle-Zélande pour Waimakariri (New Zealand electorate) (en) du 27 novembre 1999 au 27 novembre 2011 et 1er ministre pour la coupe du monde de rugby à XV 2011 du 5 novembre 2007 au 19 novembre 2008.